# Козлов, Иван Фёдорович (инженер)
Иван Фёдорович Козлов (1903—1960) — конструктор авиационных двигателей, лауреат Сталинской премии первой степени.

## Биография
С 1936 года инженер КБ, созданного на кафедре авиадвигателей ХАИ (Харьковского авиационного института).
В конце 1938 года вместе с А. М. Люлькой переехал в Ленинград для работы в СКБ-1.
Участвовал в создании первого советского ТРД (турбореактивного двигателя) — РД-1 (занимался общей схемой, газодинамическими и прочностными расчетами).
В 1944—1946 начальник бюро НИИ-1.
В 1946—1951 зам. главного конструктора ОКБ-165 МАП, созданного на базе московского завода № 165.
Похоронен на Введенском кладбище (участок № 9).

## Признание
- Сталинская премия первой степени (1951) — за работу в области машиностроения.
- два ордена Трудового Красного Знамени (1945, 1946)